# Le tentazioni della luna
Le tentazioni della luna (Fēng yuè) è un film del 1996 diretto da Chen Kaige.
È stato presentato in concorso al Festival di Cannes 1996.